# Con las horas contadas
Con las horas contadas (D.O.A.) es una película de 1949 dirigida por Rudolph Maté y producida por United Artists que es considerada como un clásico del cine de suspense. 
La trama narra las últimas horas de vida de un hombre que intentará saber quién lo ha envenenado. La película tuvo diferentes remakes: una producción británica de 1969 (Color Me Dead) y una producción estadounidense de 1988, Muerto al llegar, con Dennis Quaid como protagonista.
Leo C. Popkin produjo esta película para Cardinal Pictures, pero no renovó el copyright en 1977, con lo cual la película está desde entonces en el dominio público. El Internet Archive ofrece una versión en línea de la película.